# Chasse sur la lagune
Chasse sur la lagune – ou Caccia in laguna en italien – est un tableau réalisé par le peintre italien Vittore Carpaccio vers 1490-1495. De format vertical, cette huile sur panneau est une scène de genre qui représente plusieurs embarcations engagées dans une chasse à l'arc des cormorans de la lagune de Venise. Achetée en 1979, l'œuvre fait partie des collections du J. Paul Getty Museum de Los Angeles, aux États-Unis.
À son verso se trouve une autre peinture qui représente des lettres en trompe-l'œil. Le recto lui-même n'est qu'un fragment d'une œuvre découpée dont une autre pièce est conservée au musée Correr de Venise. L'étrange fleur de lys que l'on remarque dans le coin inférieur gauche de Chasse sur la lagune prolongeait autrefois la tige sortant d'un vase dans l'angle supérieur correspondant de Deux Dames vénitiennes.

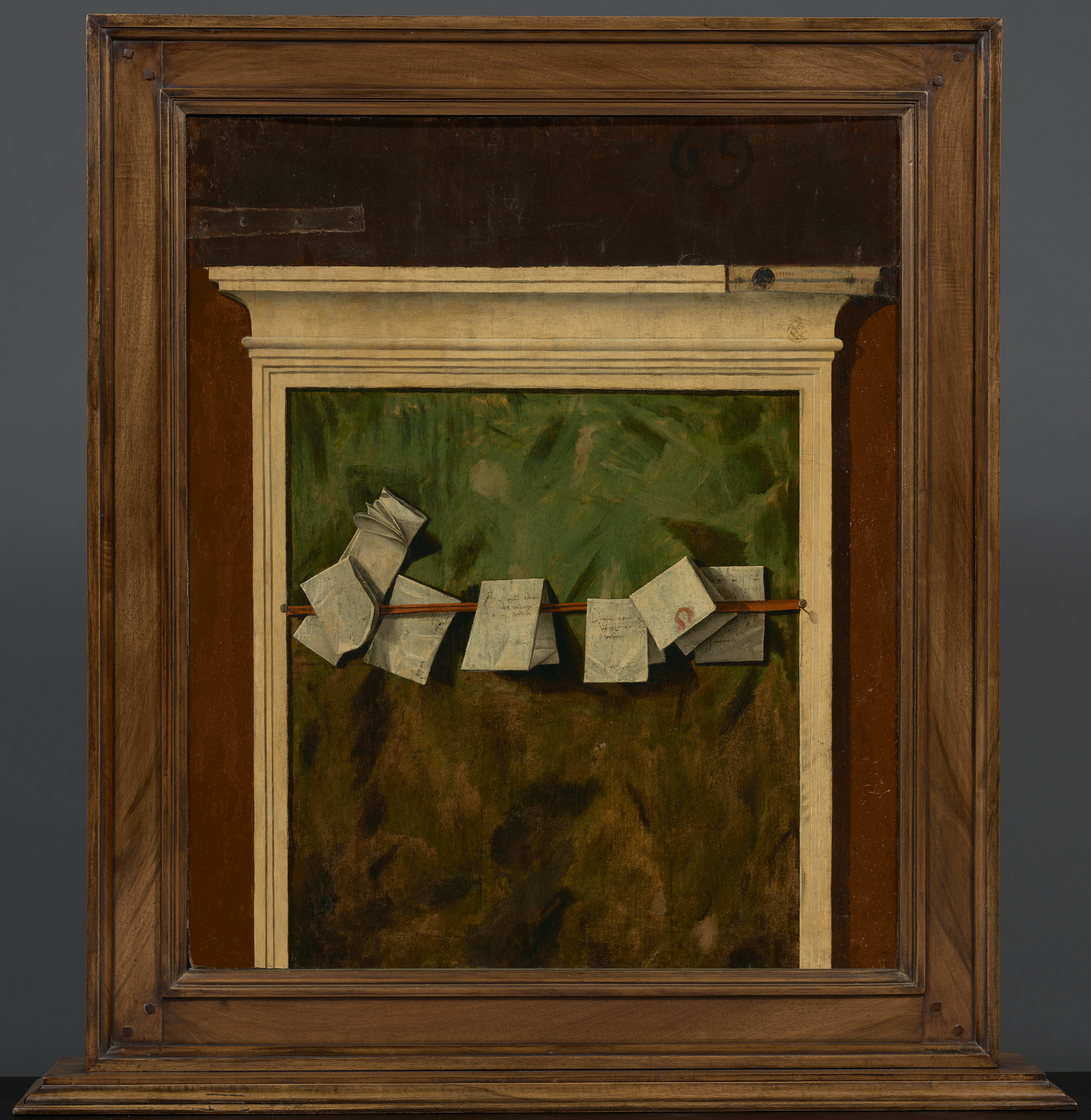
Verso de Chasse sur la lagune – J. Paul Getty Museum, Los Angeles.
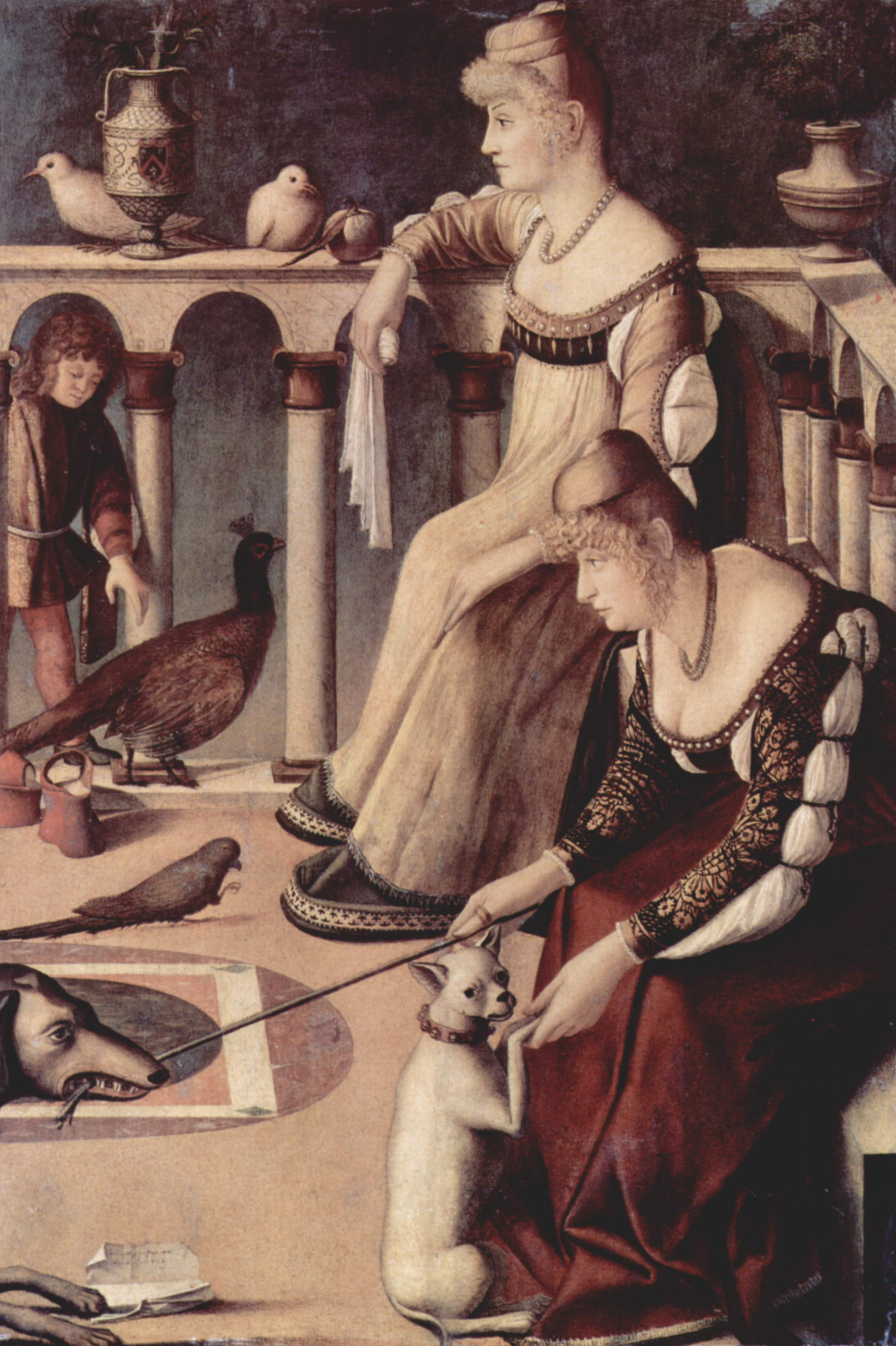
Deux Dames vénitiennes – Musée Correr, Venise.